# William Bowman (Fechter)
William Law Bowman (* 28. Juli 1881 in Pittston, Pennsylvania; † 7. Januar 1947 in New York City) war ein US-amerikanischer Fechter und Rechtsanwalt.

## Biografie
William Bowman nahm bei den Olympischen Sommerspielen 1912 im Florett- und Degen-Einzel teil, konnte jedoch beide Male das Finale nicht erreichen. Im Degen-Mannschaftswettkampf wurde er mit dem US-Team Neunter.
William Bowman war der Sohn von Charles Calvin Bowman, der 1911 und 1912 den Bundesstaat Pennsylvania im US-Repräsentantenhaus vertrat. William Bowman schloss 1904 ein Ingenieurstudium an der Cornell University ab. 1907 schloss er ein Jurastudium an der Harvard University ab und arbeitete fortan als Rechtsanwalt in New York City.